# Carmelo Sgroi
Carmelo Sgroi  (* 4. März 1893 in Noto; † 31. Juli 1952 in Salerno) war ein italienischer  Pädagoge, Romanist und Literaturkritiker.

## Leben und Werk
Sgroi studierte in Palermo bei Giovanni Gentile, wurde Gymnasialdirektor in Noto und Beamter der Schulverwaltung,  lehrte aber auch an der Universität Catania. Er veröffentlichte zahlreiche literaturwissenschaftliche Schriften, ferner pädagogische mit  faschistischem Hintergrund. Die ihm 1965 gewidmete Gedenkschrift zeugt von seinen Rang im italienischen Geistesleben der faschistischen Ära.
In Noto ist ein Platz, in Portopalo di Capo Passero und Pachino sind Schulen nach ihm benannt.

## Werke

### Wissenschaft
- Una lettura petrarchesca. La natura nella realtà spirituale del poeta, Caserta 1919
- L'estetica e la critica letteraria in V. Gioberti. Contributo alla storia dell'estetica e della critica, Florenz 1921
- Corrado Avolio. Dialettologo, demopsicologo e glottologo siciliano, Noto 1927
- Le letterature antiche e straniere nell'opera di Vincenzo Gioberti, Bari 1928
- Cultura e movimenti d'idee in Noto nel sec. 19. Contributo alla storia della cultura siciliana, Catania 1930
- Saggi e problemi di critica letteraria, Catania 1932
- Gli studi estetici in Italia nel primo trentennio del '900, Florenz 1932
- Il teatro di Giuseppe Antonio Borgese. Saggio critico, Neapel 1932
- Giornali e stampe a Noto nel secolo 19., Catania 1933
- Introduzione allo studio del Gioberti. Gli studi giobertiani nel dopoguerra 1918–1934, Udine 1935
- Renato Fucini, Florenz 1943
- Benedetto Croce. Svolgimento storico della sua estetica, Messina 1947
- (Hrsg.) Francesco De Sanctis, La giovinezza, Florenz 1947, 1949
- Alessio Di Giovanni, Mazara 1948
- Coscienza artistica di Vittorio Alfieri, Bologna 1949
- La " varia umanita" di Giovanni Pascoli, Messina 1951

### Engagierte Pädagogik
- Giovanni Gentile e l'educazione nazionale fascista, Lucera 1924
- Antibarbaro. Motivi di educazione politica, Catania 1929 (Studi sul fascismo; Vorwort von Biagio Pace)
- (Hrsg.) Vita di Vittorio Alfieri scritta da esso. Ad uso delle scuole, Florenz 1932, 1940
- (Hrsg.) Gioventù forte e gentile. Letture e motivi di cultura per le scuole medie inferiori, Neapel 1933
- Tormento di due generazioni, Catania 1935 (Studi sul fascismo)
- (Hrsg.) Per seguir virtute e conoscenza. Letture e pagine critiche per il ginnasio superiore, Neapel 1936
- La nuova scuola fascista, Neapel 1939
- (Hrsg.) Orsa Minore. Letture artistiche e critiche per il Ginnasio superiore e per il Liceo scientifico, Neapel 1954